# Willard Libby
Willard Frank Libby (17.12.1908 – 8.9.1980) là nhà hóa lý người Mỹ, nổi tiếng về vai trò phát triển phương pháp xác định niên đại bằng cacbon-14 trong năm 1949, phương pháp đã cách mạng hóa khoa khảo cổ học. Ông đã đoạt giải Nobel Hóa học năm 1960.
Năm 1927, ông là sinh viên của trường đại học California đến từ Berkeley. Từ năm 1933, ông nghiên cứu các nguyên tố phóng xạ và phát triển các máy đếm Geiger tinh vi để đo phóng xạ tự nhiên và nhân tạo. Trong cuộc chiến tranh thế giới thứ hai, ông làm việc trong Phòng thí nghiệm Hợp kim Thay thế Hợp phần của Manhat (SAM) tại Đại học Columbia, phát triển quy trình khuếch tán khí để làm giàu urani.
Sau chiến tranh, Libby đã nhận giữ chức vụ giáo sư tại Học viện Nghiên cứu Hạt nhân của Đại học Chicago, nơi ông đã phát triển phương pháp xác định niên đại bằng cacbon-14 trong năm 1949. Ông cũng phát hiện ra rằng tritium tương tự có thể được sử dụng để tác dụng với nước, và do đó rượu vang.
Năm 1950, ông trở thành thành viên của Ủy ban Cố vấn Tổng hợp (GAC) của Ủy ban Năng lượng nguyên tử (AEC). Ông được bổ nhiệm làm ủy viên vào năm 1954, trở thành nhà khoa học duy nhất. Ông đã đứng về phía Edward Teller theo đuổi chương trình sụp đổ để phát triển bom hydro, tham gia vào chương trình Atoms for Peace, và bảo vệ kiểm tra hạt nhân trong khí quyển của chính quyền.
Libby từ chức AEC năm 1959 để trở thành giáo sư hóa học tại Đại học California, Los Angeles (UCLA), ông đã làm việc tại đây cho đến khi nghỉ hưu năm 1976.
Năm 1962, ông trở thành giám đốc của Viện nghiên cứu địa cầu bang California Vật lý hành tinh (IGPP). Ông bắt đầu chương trình Kỹ thuật Môi trường đầu tiên tại UCLA năm 1972, và là thành viên của Ủy ban Tài nguyên Thiên nhiên California, ông đã làm việc để phát triển và cải tiến các tiêu chuẩn ô nhiễm không khí của California.

## Cuộc đời và sự nghiệp bắt đầu sớm
Willard Frank Libby sinh ra tại Grand Valley, Colorado vào ngày 17 tháng 12 năm 1908. Ông là con trai của nông dân Ora Edward Libby và vợ là Eva May (née Rivers). Libby có hai anh em, Elmer và Raymond, và hai chị em Eva và Evelyn. Libby bắt đầu học tập tại một trường học chỉ có hai phòng tại Colorado. Khi năm tuổi, cha mẹ của Libby chuyển đến Santa Rosa, California. Ông đã học tại trường trung học Analy, tại Sebastopol, nơi mà ông tốt nghiệp vào năm 1926. Libby, người đã lớn lên cao 6 feet 2 inch (188 cm), chơi giải bóng đá cho đội bóng của trường trung học.
Năm 1927, ông gia nhập Đại học California tại Berkeley, nơi ông nhận bằng B.S. vào năm 1931, và bằng tiến sĩ của mình vào năm 1933 với việc viết luận án tiến sĩ về " Năng lượng phóng xạ của các nguyên tố thông thường, đặc biệt là samarium và neodymium: phương pháp phát hiện" dưới sự giám sát của Wendell Mitchell Latimer. Độc lập với công trình của George de Hevesy và Max Pahl, ông phát hiện ra rằng các đồng vị sống lâu tự nhiên của samarium chủ yếu phân hủy bởi sự phát xạ của các hạt alpha.
Libby được bổ nhiệm làm Giáo sư tại Khoa Hoá học tại Đại học California vào năm 1933. Ông trở thành trợ lý giáo sư Hóa học ở đó năm 1938. Ông đã dành một khoảng thời gian trong những năm 1930 xây dựng các quầy Geiger tinh vi để đo phóng xạ tự nhiên và nhân tạo. Ông tham gia vào chương của Alpha-Sigma Berkeley năm 1941. Năm đó ông được trao học bổng Guggenheim, và được bầu làm việc tại Đại học Princeton.
Được hưởng học bổng Guggenheim, ông nghiên cứu ở Đại học Princeton hầu hết năm 1941. Sau khi thế chiến thứ hai bắt đầu, ông làm trong dự án Manhattan ở Đại học Columbia chung với nhà hóa học đã đoạt giải Nobel Harold Urey. Libby chịu trách nhiệm về việc khuếch tán khí (gaseous diffusion) trong quá trình làm giàu Urani-235 để chế tạo bom nguyên tử thả xuống Hiroshima.
Năm 1945 ông làm giáo sư ở Đại học Chicago. Năm 1954, ông được bổ nhiệm làm ủy viên trong Ủy ban nguyên tử năng Hoa Kỳ (U.S. Atomic Energy Commission). Năm 1959, ông làm giáo sư hóa học ở Đại học California tại Los Angeles cho tới khi nghỉ hưu năm 1976. Ông dạy hóa học các sinh viên năm thứ nhất từ năm 1959 tới 1963 (theo truyền thống của Đại học là một giáo sư thâm niên dạy lớp này). Ông làm giám đốc Viện Địa vật lý và Vật lý hành tinh (IGPP) của Đại học California trong nhiều năm, kể cả thời kỳ phi thuyền đáp xuống Mặt Trăng.

## Dự án Manhattan
Ngày 8 tháng 12 năm 1941, một ngày sau khi cuộc tấn công của Nhật Bản vào Trân Châu Cảng đã đưa Hoa Kỳ vào cuộc chiến tranh thế giới thứ II, Libby đã tình nguyện cung cấp dịch vụ của mình cho người đoạt giải Nobel- Harold Urey. Urey sắp xếp cho Libby được nghỉ phép từ Đại học California và tham gia cùng ông tại Đại học Columbia để làm việc cho dự án Manhattan, dự án chiến tranh để phát triển bom nguyên tử, tại đó trở thành vật liệu hợp kim thay thế của nó (SAM) Các phòng thí nghiệm. Trong thời gian ở khu vực New York, Libby là cư dân của Leonia, New Jersey.
Trong ba năm tiếp theo, Libby đã làm việc trong quy trình khuếch tán khí để làm giàu uranium. Một quả bom nguyên tử đòi hỏi vật liệu phân rã, và Urani phân rã-235 chỉ chiếm 0,7% uranium tự nhiên. Các phòng thí nghiệm của SAM phải tìm cách tách kilôgam nó ra khỏi uranium-238. Sự khuếch tán khí đã làm việc trên nguyên tắc rằng một khí nhẹ hơn khuếch tán qua một rào cản nhanh hơn một khí quyển nặng hơn ở tỷ lệ nghịch với trọng lượng phân tử của nó. Tuy nhiên, loại khí có chứa uranium duy nhất là hexafluorua uranium có tính ăn mòn cao, và một rào chắn phù hợp rất khó tìm ra.
Thông qua năm 1942, Libby và nhóm của ông nghiên cứu các rào cản khác nhau và phương tiện để bảo vệ chúng khỏi sự ăn mòn từ uranium hexafluoride. Loại có triển vọng nhất là một rào cản được làm từ niken dạng bột được Edward O. Norris của Tổng công ty Chế tạo Jelliff và Edward Adler thành lập từ Trường Cao đẳng Thành phố New York, nơi đã trở thành rào cản "Norris-Adler" vào cuối năm 1942.
Ngoài việc phát triển một hàng rào phù hợp, Phòng thí nghiệm SAM cũng phải trợ giúp thiết kế một nhà máy tách khí, được biết đến dưới cái tên K-25. Libby đã giúp đỡ các kỹ sư từ Kellex để tạo ra một thiết kế khả thi cho một nhà máy thí điểm. Libby tiến hành một loạt các bài kiểm tra chỉ ra rằng hàng rào Norris-Adler sẽ hoạt động, và ông vẫn tự tin rằng với một nỗ lực hết mình, những vấn đề còn lại có thể được giải quyết. Mặc dù vẫn còn nghi vấn, công việc xây dựng đã bắt đầu vào tháng 9 năm 1943 trên nhà máy sản xuất K-25.
Năm 1943 đã nhường chỗ cho năm 1944, vẫn còn nhiều vấn đề. Các cuộc thử nghiệm bắt đầu trên máy móc tại K-25 vào tháng 4 năm 1944 mà không có rào cản. Sự chú ý chuyển sang một quá trình mới được phát triển bởi Kellex. Cuối cùng, vào tháng 7 năm 1944, các rào chắn Kellex bắt đầu được lắp đặt ở K-25. K-25 bắt đầu hoạt động vào tháng 2/1945, và sau khi thác đổ trực tuyến, chất lượng của sản phẩm tăng lên. Đến tháng 4 năm 1945, K-25 đã đạt được sự gia tăng 1,1%. Uranium được làm giàu một phần trong K-25 đã được cho vào calutron ở Y-12 để hoàn thành quá trình làm giàu.
Việc xây dựng các tầng trên của nhà máy K-25 đã bị hủy bỏ, và Kellex đã được chỉ đạo để thiết kế và xây dựng một đơn vị thức ăn 540 giai đoạn phụ, được biết đến như là K-27.
Lần cuối cùng của K-25 là 2.892 giai đoạn bắt đầu hoạt động vào tháng 8 năm 1945. [20] Vào ngày 5 tháng 8, K-25 bắt đầu sản xuất thức ăn gia súc đã làm giàu urani 235 lên 23%. K-25 và K-27 đạt được tiềm năng đầy đủ của họ chỉ trong giai đoạn hậu chiến sớm, khi họ lu mờ các nhà máy sản xuất khác và trở thành những nguyên mẫu cho một thế hệ cây mới [20]. Uranium đã được sử dụng trong quả bom Little Boy được sử dụng trong vụ đánh bom Hiroshima vào ngày 6 tháng 8 năm 1945. Libby mang về nhà một chồng báo và nói với vợ, "Đây là những gì tôi đã làm".

### Phản ứng phóng xạ Cacbon
Trong thời kỳ chiến tranh, Libby đã chấp nhận một đề nghị từ Đại học Chicago của một giáo sư thuộc Khoa Hoá học tại Viện Nghiên cứu Hạt nhân mới. Ông trở lại cuộc nghiên cứu về phóng xạ trước chiến tranh. Năm 1939, Serge Korff đã phát hiện ra rằng tia vũ trụ tạo ra neutron ở tầng trên. Chúng tương tác với nitơ-14 trong không khí để tạo ra cacbon-14:
1n + 14N → 14C + 1p
Thời gian bán thải của carbon-14 là 5,730 ± 40 năm. Libby nhận ra rằng khi thực vật và động vật chết, chúng không còn hấp thụ carbon-14 tươi, do đó cho bất kỳ hợp chất hữu cơ nào được tích hợp đồng hồ hạt nhân. Ông đã xuất bản lý thuyết của mình vào năm 1946, và mở rộng nó trong chuyên khảo phóng xạ Cacborn của mình vào năm 1955. Ông cũng phát triển các máy dò bức xạ nhạy cảm có thể sử dụng kỹ thuật này. Các cuộc thử nghiệm chống lại sequoia với những ngày đã biết từ những chiếc nhẫn cây của chúng cho thấy những kết quả của các phát hiện phóng xạ có độ tin cậy và chính xác. Kỹ thuật này đã làm cuộc cách mạng khoa học khảo cổ, cổ sinh vật học và các ngành khác liên quan đến các hiện vật cổ. Năm 1960, ông được trao giải Nobel Hoá học vì phương pháp sử dụng cacbon-14 để xác định tuổi tác trong khảo cổ học, địa chất, địa vật lý và các ngành khoa học khác. Ông cũng phát hiện ra rằng tritium tương tự có thể được sử dụng để tác dụng với nước và rượu vang.

### Ủy ban Năng lượng Nguyên tử
Ủy ban Năng lượng Nguyên tử (Gordon Dean) bổ nhiệm Libby vào Ủy ban Cố vấn Chung (GAC) vào năm 1950. Năm 1954, ông được bổ nhiệm làm ủy viên AEC của Tổng thống Dwight D. Eisenhower theo đề nghị của người kế nhiệm Dean, Lewis Strauss. Libby và gia đình chuyển từ Chicago đến Washington, D.C. Ông mang theo một chiếc xe tải đầy trang thiết bị khoa học, ông đã từng thành lập một phòng thí nghiệm tại Viện Carnegie ở đó để tiếp tục nghiên cứu về các amino acid. Ông là một trong số ít các nhà khoa học đứng về phía Edward Teller chứ không phải là Robert Oppenheimer trong cuộc tranh luận về việc liệu có nên theo đuổi chương trình để phát triển bom hydro hay không. Là một ủy viên hội đồng, Libby đã đóng một vai trò quan trọng trong việc thúc đẩy chương trình Atoms for Peace của Eisenhower, và là thành viên của phái đoàn Hoa Kỳ tại Geneva Conferences về sử dụng năng lượng nguyên tử vào năm 1955 và 1958.
Là nhà khoa học duy nhất trong số 5 ủy viên của AEC, Libby đã bảo vệ lập trường của Eisenhower về thử nghiệm hạt nhân trong khí quyển. Ông lập luận rằng nguy hiểm của bức xạ từ các bài kiểm tra hạt nhân ít hơn so với chụp X-quang ngực, và do đó ít quan trọng hơn nguy cơ có một kho vũ khí hạt nhân không đầy đủ, nhưng lập luận của ông đã không thuyết phục được cộng đồng khoa học hoặc trấn an công chúng. Vào tháng 1 năm 1956, ông công khai tiết lộ sự tồn tại của dự án Sunshine, một loạt các nghiên cứu để xác định tác động của phóng xạ phóng xạ lên dân số thế giới mà ông đã khởi xướng vào năm 1953 trong khi phục vụ trong GAC. Đến năm 1958, ngay cả Libby và Teller đã hỗ trợ các giới hạn về kiểm định hạt nhân trong khí quyển.

### UCLA
Libby từ chức AEC năm 1959, ông trở thành giáo sư Hóa học tại Đại học California, Los Angeles (UCLA), một vị trí ông giữ cho đến khi nghỉ hưu năm 1976. Ông đã dạy về hóa học năm thứ nhất. Năm 1962, ông trở thành Giám đốc của Viện Vật lý Địa cầu (IGPP) của Đại học California, một vị trí ông còn giữ cho đến năm 1976. Thời gian ông làm giám đốc bao gồm chương trình không gian Apollo và cuộc đổ bộ mặt trăng.
Libby bắt đầu chương trình Kỹ thuật Môi trường đầu tiên tại UCLA năm 1972. Là một thành viên của Ủy ban Tài nguyên Thiên nhiên California, ông đã làm việc để phát triển và cải tiến các tiêu chuẩn ô nhiễm không khí của California. Ông đã thiết lập một chương trình nghiên cứu để điều tra sự xúc tác không đồng nhất với ý tưởng giảm khí thải từ các loại xe cơ giới thông qua quá trình đốt nhiên liệu hoàn chỉnh hơn. Cuộc bầu cử Richard Nixon làm chủ tịch vào năm 1968 đã tạo ra sự suy đoán rằng Libby có thể được bổ nhiệm làm Cố vấn Khoa học Tổng thống. Có một cơn bão phản đối từ các nhà khoa học cảm thấy rằng Libby quá bảo thủ, và đề xuất không được thực hiện.
Mặc dù Libby đã nghỉ hưu và trở thành giáo sư danh dự năm 1976, ông vẫn làm việc như một giáo sư cho đến khi ông qua đời vào năm 1980.

## Gia đình
Năm 1940, Libby kết hôn với Leonor Hickey, một giáo viên thể dục. Họ có hai con gái, Janet Eva và Susan Charlotte, sinh năm 1945.
Năm 1966, Libby ly dị Leonor và kết hôn với Leona Woods Marshall, một nhà vật lí hạt nhân nổi tiếng, một trong những nhà xây dựng đầu tiên của Chicago Pile-1, lò phản ứng hạt nhân đầu tiên trên thế giới. Cô tham gia với ông tại UCLA như là một giáo sư về kỹ thuật môi trường năm 1973.
Libby qua đời tại Trung tâm Y tế UCLA ở Los Angeles vào ngày 8 tháng 9 năm 1980, từ cục máu đông trong phổi của ông bị phức tạp do viêm phổi. Các bài báo của ông nằm trong Thư viện nghiên cứu Charles E. Young tại UCLA. Bảy tập tài liệu của ông đã được Leona và Rainer Berger biên tập và xuất bản năm 1981.

## Giải thưởng và danh hiệu
Libby là một thành viên được bầu vào Học viện Khoa học Quốc gia, Học viện Mỹ thuật và Khoa học Hoa Kỳ, và Hiệp hội Triết học Hoa Kỳ.\
Ngoài giải Nobel, ông đã nhận được nhiều danh hiệu và giải thưởng, trong đó có Huân chương Chandler của Đại học Columbia năm 1954, Giải thưởng Bài giảng Tưởng niệm Remsen năm 1955, Giải thưởng Bài giảng Hai mươi năm của Trường Cao đẳng Thành phố New York và Giải thưởng Các ứng dụng hạt nhân trong Hóa học năm 1956, Giải thưởng Elliott Cresson của Viện Franklin năm 1957, Giải Willard Gibbs của Viện Hóa học Hoa Kỳ năm 1958, Giải thưởng Joseph Priestley của trường Cao đẳng Dickinson và Huy chương Albert Einstein năm 1959, Hội Hoạ học Arthur L. Day của Hoa Kỳ năm 1961, Huy chương vàng của Viện Hóa học Hoa Kỳ năm 1970, và Giải thưởng Lehman từ Học viện Khoa học New York năm 1971. Ông được bầu làm thành viên của Học viện Khoa học Quốc gia năm 1950.
Thư viện Trường Trung học Analy có bức tranh tường Libby, và công viên đô thị Sebastopol và một xa lộ gần đó được đặt tên để tôn vinh ông. Bài báo năm 1947 của ông về việc xác định niên đại bằng phóng xạ đã được vinh danh bởi Giải thưởng Khuynh hướng Citation for Chemical Breakthrough của Phòng Lịch sử Hoá học của Hiệp hội Hoá học Hoa Kỳ đưa ra cho Đại học Chicago vào năm 2016.

## Tác phẩm
- Libby, Willard F., Radiocarbon dating, 2d ed., University of Chicago Press, 1955.